# Epidesma melanitis
Epidesma melanitis là một loài bướm đêm thuộc phân họ Arctiinae, họ Erebidae.